# Heinz Frommelt

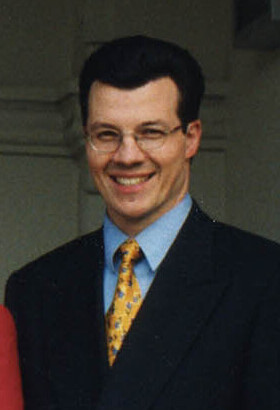
Frommelt (1997)

Heinz J. Frommelt (* 1960 in Chur) ist ein liechtensteinischer Rechtsanwalt und ehemaliger Politiker (VU).

## Leben
Heinz Frommelt studierte von 1980 bis 1985 Rechtswissenschaft an der Universität Zürich und schloss sein Studium mit einem Lizenziat der Rechtswissenschaft (lic. iur.) ab. Im Anschluss war er von 1985 bis 1988 Doktorand an der Universität Zürich und promovierte zum Dr. iur. Titel seiner Dissertation war „Das Liechtensteiner Bankgeheimnis“. Frommelt machte nun von 1988 bis 1989 ein Praktikum bei der US-amerikanischen Anwaltsfirma Hunton & Williams. Bereits von 1987 bis 1988 hatte er ein Praktikum in der Zürcher Rechtsanwaltskanzlei Werder & Schaub absolviert. Von 1989 bis 1990 war er Gerichtspraktikant am Fürstlichen Landgericht in Vaduz. 1990 wurde er Partner der Liechtensteinischen Treuhandgesellschaft Negele Sele Frommelt & Partner, Vaduz (heute NSF Services Trust reg., kurz NSF).1992 absolvierte Heinz Frommelt die liechtensteinische Rechtsanwaltsprüfung. Im selben Jahr wurde er auch Partner in der zur Treuhandgesellschaft zugehörigen Rechtsanwaltskanzlei „Sele Frommelt & Partner Rechtsanwälte“ (Sele Frommelt & Partner Rechtsanwälte AG) in Vaduz. Sein Bruder Dr. Veit Frommelt ist seit 1990 Partner in dieser Rechtsanwaltskanzlei. Heinz Frommelt ist Spezialist auf den Gebieten Steuerrecht, Rechtshilfe, Bankrecht, Fonds- und Versicherungsrecht und Gesellschaftsrecht. 
Politisch betätigte sich Heinz Frommelt in der Vaterländischen Union. Von 1997 bis 2001 war als Regierungsrat Mitglied der Regierung des Fürstentums Liechtenstein und fungierte in selbiger als Justizminister. Von 2001 bis 2005 war er Parteipräsident der Vaterländischen Union. Nach dem schlechten Abschneiden seiner Partei bei den Landtagswahlen 2005 trat Heinz Frommelt von seinem Amt zurück. Neuer Parteipräsident wurde Adolf Heeb.